# Айл-Роял
Національний парк Айл-Роял — національний парк Сполучених Штатів, що складається з Айл-Роял, а також понад 400 невеликих прилеглих островів і навколишніх вод Верхнього озера в штаті Мічиган.
Айл-Роял 45 миля (72 км) завдовжки і 9 миля (14 км) завширшки, площею 206,73 миля2 (535,4 км2), що робить його четвертим за величиною озерним островом у світі. Крім того, це найбільший природний острів в озері Верхньому, другий за величиною острів у Великих озерах (після острова Манітулін), третій за величиною в суміжних Сполучених Штатах (після Лонг-Айленда та острова Падре) і 33-й найбільший острів у США.
Національний парк Айл-Роял було засновано 3 квітня 1940 року, потім додатково захищено від забудови шляхом визначення зони дикої природи в 1976 році, оголошено ЮНЕСКО Міжнародним біосферним заповідником у 1980 році та додано до Національного реєстру історичних місць у 2019 році як традиційне культурне надбання Мінонг. Парк займає 894 миля2 (2 320 км2) площі, з 209 миля2 (540 км2) землі та 685 миля2 (1 770 км2) навколишніх вод.
Північна межа парку примикає до національного морського заповідника Канадського озера Верхнє вздовж міжнародного кордону. Із 25 894 відвідуваннями у 2021 році це сьомий найменш відвідуваний національний парк у Сполучених Штатах.

## Географія
| Клімат {{{location}}} | Клімат {{{location}}} | Клімат {{{location}}} | Клімат {{{location}}} | Клімат {{{location}}} | Клімат {{{location}}} | Клімат {{{location}}} | Клімат {{{location}}} | Клімат {{{location}}} | Клімат {{{location}}} | Клімат {{{location}}} | Клімат {{{location}}} | Клімат {{{location}}} | Клімат {{{location}}} |
| Показник              | Січ.                  | Лют.                  | Бер.                  | Квіт.                 | Трав.                 | Черв.                 | Лип.                  | Серп.                 | Вер.                  | Жовт.                 | Лист.                 | Груд.                 |                       |
| --------------------- | --------------------- | --------------------- | --------------------- | --------------------- | --------------------- | --------------------- | --------------------- | --------------------- | --------------------- | --------------------- | --------------------- | --------------------- | --------------------- |

У 1875 році Айл-Роял було відокремлено від округу Ківіно як окремий округ Айл-Роял. У 1897 році округ було розпущено, а острів було знову включено до складу округу Ківін. Найвищою точкою острова є гора Дезор 1 394 фут (425 м), або близько 800 фут (240 м) над рівнем озера.
Острів Роял, найбільший острів на озері Верхньому, має понад 45 миля (72 км) завдовжки і 9 миля (14 км) завширшки в найширшому місці. Парк складається з самого острова Айл-Роял і приблизно 400 менших островів, а також будь-яких затоплених земель у радіусі 4,5 миля (7,2 км) навколишніх островів (16USC408g).
Острів Роял розташований приблизно за 15 миля (24 км) їзди узбережжя канадської провінції Онтаріо (поблизу міста Тандер-Бей) і прилеглого штату Міннесота (поблизу Гранд-Портеджа в окрузі Кук) і становить 56 миля (90 км) від узбережжя штату Мічиган, на півострові Кьюїно, який є частиною Верхнього півострова. На острові немає доріг, заборонено пересуватися на колісних транспортних засобах або пристроях, крім інвалідних візків. Рок-Харбор має візки на колесах для переміщення особистих речей із пристані Рок-Харбор до кают і готелю. Крім того, Служба національних парків використовує трактори та позашляховики для переміщення предметів навколо розвинених районів Озаагаатенг, Рок-Харбор і острова Мотт.
Верхній шар ґрунту, як правило, тонкий, що сприяє вирощуванню дерев із горизонтальним коренем, наприклад ялиці бальзамистої, ялини білої та ялини чорної.

### Внутрішні озера
Озеро Сісківіт — найбільше озеро на острові. Тут холодна прозора вода з відносно низьким вмістом поживних речовин. Озеро Сісківіт містить кілька островів, включаючи острів Райан, найбільший.
- Чікен Бон озеро
- Озеро Дезор
- Озеро Фельдман
- Озеро Intermediate (Isle Royale)
- Озеро Річі
- Озеро Сарджент

## Клімат
Відповідно до системи класифікації клімату Кеппена, Національний парк Айл-Роял має м'який літній вологий континентальний клімат (Dfb). За даними Міністерства сільського господарства Сполучених Штатів, зона стійкості рослин становить 4b при 1178 футів (359 м) над рівнем моря із середньорічною екстремальною мінімальною температурою -24,2 °F (-31,2 °C).

У парку немає метеостанції, але PRISM Climate Group, проект Університету штату Орегон, надає інтерпольовані дані для острова на основі клімату прилеглих районів.
| Клімат {{{location}}} | Клімат {{{location}}} | Клімат {{{location}}} | Клімат {{{location}}} | Клімат {{{location}}} | Клімат {{{location}}} | Клімат {{{location}}} | Клімат {{{location}}} | Клімат {{{location}}} | Клімат {{{location}}} | Клімат {{{location}}} | Клімат {{{location}}} | Клімат {{{location}}} | Клімат {{{location}}} |
| Показник              | Січ.                  | Лют.                  | Бер.                  | Квіт.                 | Трав.                 | Черв.                 | Лип.                  | Серп.                 | Вер.                  | Жовт.                 | Лист.                 | Груд.                 |                       |
| --------------------- | --------------------- | --------------------- | --------------------- | --------------------- | --------------------- | --------------------- | --------------------- | --------------------- | --------------------- | --------------------- | --------------------- | --------------------- | --------------------- |

## Історія

### Передісторія
Велика кількість мідних артефактів, знайдених в індіанських курганах і поселеннях, деякі з яких датуються 3000 роком до н. е., швидше за все, були видобуті на острові Роял і сусідньому півострові Кевін. На острові є сотні ям і траншей завглибшки до 65 футів (20 м) від цих корінних народів, більшість із яких у районі бухти МакКарго. Тестування вуглецем-14 останків деревини, знайдених у гніздах мідних артефактів, показує, що їм щонайменше 6500 років.

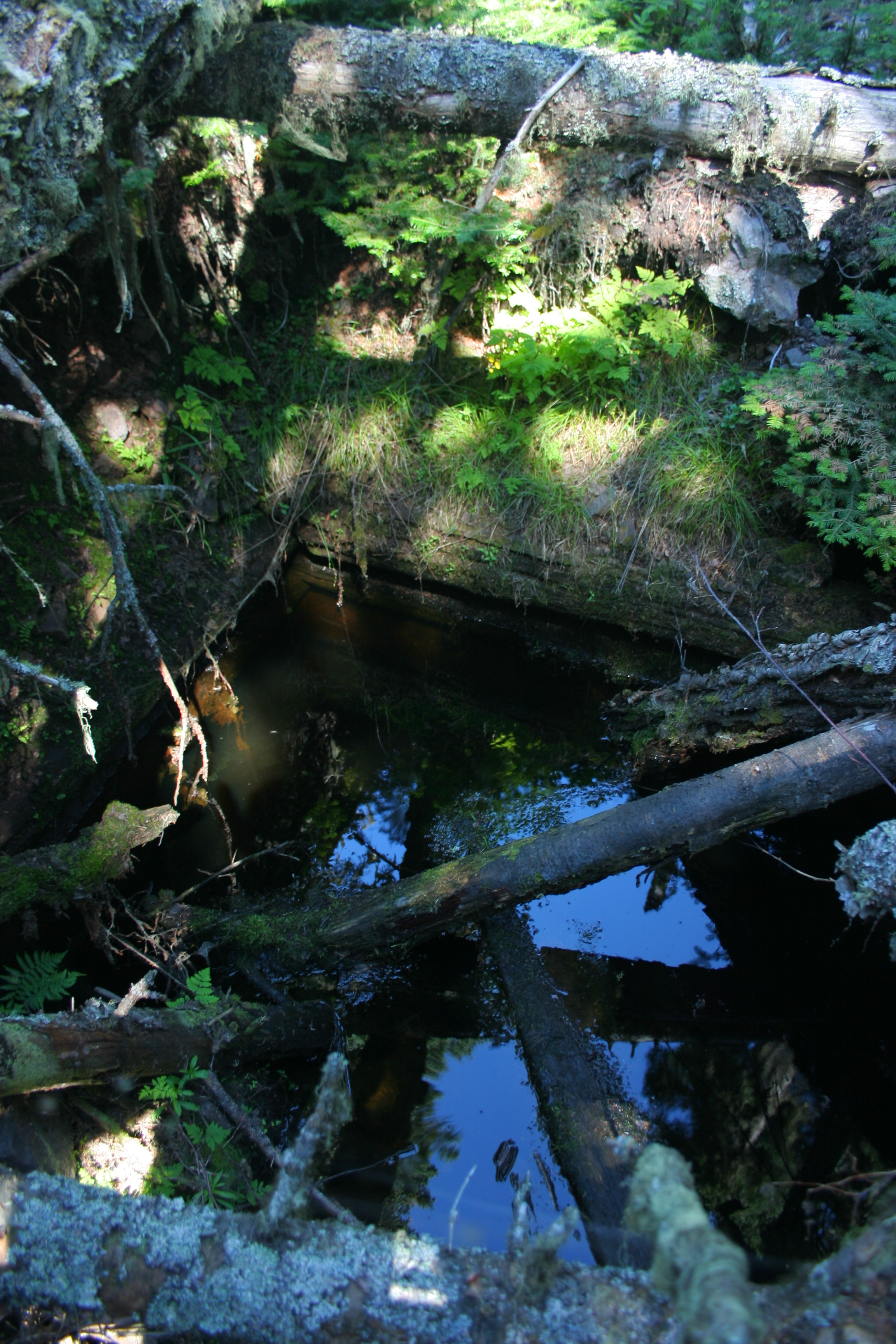
Покинутий стовбур мідної шахти

У "Доісторичному видобутку міді в регіоні Верхнього озера" Дрієр і Дю Темпл оцінили, що в регіоні було видобуто понад 750 000 тонн міді. Проте Девід Джонсон і Сьюзан Мартін стверджують, що їхня оцінка ґрунтувалася на перебільшених і неточних припущеннях. Єзуїтський місіонер Даблон у 1669-70 рр. опублікував розповідь про «острів під назвою Менонґ, славний своєю міддю». Менонг, або Мінонг, був рідним терміном для острова, і є основою для хребта Мінонг. Пошуки почалися серйозно, коли чіппева відмовилися від своїх претензій на острів у 1843 році, починаючи з багатьох оригінальних місцевих ям. Ця діяльність припинилася до 1855 року, коли не було знайдено жодних економічних родовищ. Шахта Мінонг і Шахта Айленд були результатом відновлення, але короткочасної діяльності з 1873 по 1881 рік.
Айл-Роял був переданий Сполученим Штатам за договором 1783 року з Великою Британією (раніше був частиною Індіанського заповідника, який оспорював Сполучені Штати), але британці залишалися під контролем до закінчення війни 1812 року, а народи оджибва вважали острів своєю територією. Оджибва поступилися острів США за договором Ла-Пуент 1842 року, причому група Гранд Портедж не знала, що ані вони, ані Айл-Роял не перебувають на британській території. З роз'ясненням для оджибва Вебстер-Ешбертонського договору 1842 року, який був підписаний до договору Ла-Пуент, оджибва повторно підтвердив договір 1842 р. в угоді Айл-Роял 1844 р., при цьому група Гранд Портедж підписав угоду як додаток до договору 1842 р.
У середині 1840-х років доповідь Дугласа Гоутона, першого державного геолога штату Мічиган, поклала початок буму видобутку міді у штаті, і на острові були відкриті перші сучасні мідні шахти. Свідки попередніх гірничих робіт були скрізь у вигляді багатьох кам'яних молотів, деяких мідних артефактів і місць, де мідь була частково видобута зі скелі, але залишена на місці. Стародавні ями та траншеї привели до відкриття багатьох родовищ міді, які видобували в 19 столітті. Віддаленість острова в поєднанні з невеликими мідними жилами призвела до швидкого виходу з ладу більшості шахт 19-го століття. Між шахтарями та комерційними лісорубами велика частина острова була вирубана наприкінці 19 століття. Після того, як у 1940 році острів став національним парком, вирубка лісу та інша експлуатаційна діяльність припинилися, і ліс почав відновлюватися.
Колись острів був місцем кількох промислів озерної форелі та сига, а також кількох утіх. Рибальська промисловість значно занепала, але на Edisen Fishery триває. Сьогодні тут немає постійних мешканців; невеликі громади скандинавських рибалок були видалені Службою національних парків США після того, як острів став національним парком у 1940-х роках. Близько 12 сімей все ще мають довічну оренду своїх кают і вимагають Айл-Роял як свою спадщину, а кілька нащадків рибалок ловлять рибу у водах острова Роял комерційно.
Оскільки острів Айл-Роял оточують численні невеликі острови, кораблі колись керували територією через маяки на острові Пассаж, Рок-Харбор, Рок оф Ейджес і маяк Айл-Роял на острові Менеджері. На західній частині острова розташовано декілька затонулих кораблів, які дуже популярні серед аквалангістів, зокрема SS America. Центр занурених ресурсів NPS склав на карті 10 найвідоміших корабельних аварій, що перебувають у парку, і опублікував корабельні аварії національного парку Айл-Роял; Археологічна служба, яка дає огляд морської історії цього району. Сумнозвісно відома сувора погода в цьому районі, вражаючий підводний рельєф, центральне розташування острова на історичних судноплавних маршрутах і холодна прісна вода призвели до того, що по всьому парку майже не пошкоджені, добре збережені уламки.
У січні 2019 року весь ланцюг островів був доданий федеральним урядом до Національного реєстру історичних місць. У реєстрі це називається «традиційне культурне надбання мінонг».

### Анжелік Мотт
У 1845 році жінка з оджибве на ім'я Анжелік та її чоловік -мандрівник Чарльз Мотт залишилися на острові Роял як наймані компанії Сайрус Менденхолл і мідної компанії Lake Superior Copper Company. Вони були найняті та доставлені на острів Роял на шхуні Менденхолла «Алгонкін», першою для розвідки міді. Анжелік знайшла велику масу мідної руди. Сне та її чоловіка найняли, щоб залишитися та охороняти його, доки не прибуде баржа, щоб забрати його, обіцяли не більше ніж через 3 місяці. Їх висадили в липні і залишили на мілині до наступної весни. Їм залишили мінімальну провізію, яка складалася з півбочки борошна, шести фунтів масла та трохи квасолі. Пообіцяли прислати катер із постачанням через перші кілька тижнів, але його так і не відправили.
Повний опис подій було описано у виносці, як розповіла Анжелік, у першому виданні книги Ральфа Д. Вільямса під назвою «Шановний Пітер Уайт» у 1907 році; Історія Анжеліки була вилучена з наступного друку, що зробило її єдиним письмовим записом, який зберігся. Зазвичай люди не селилися на острові Роял цілий рік. Близько трьох тисяч років корінні американці використовували землю для видобутку міді та риби. Ці корінні американці зазвичай обмежували відвідування острова влітку. Американці в дев'ятнадцятому столітті робили те саме.

## Природнича історія

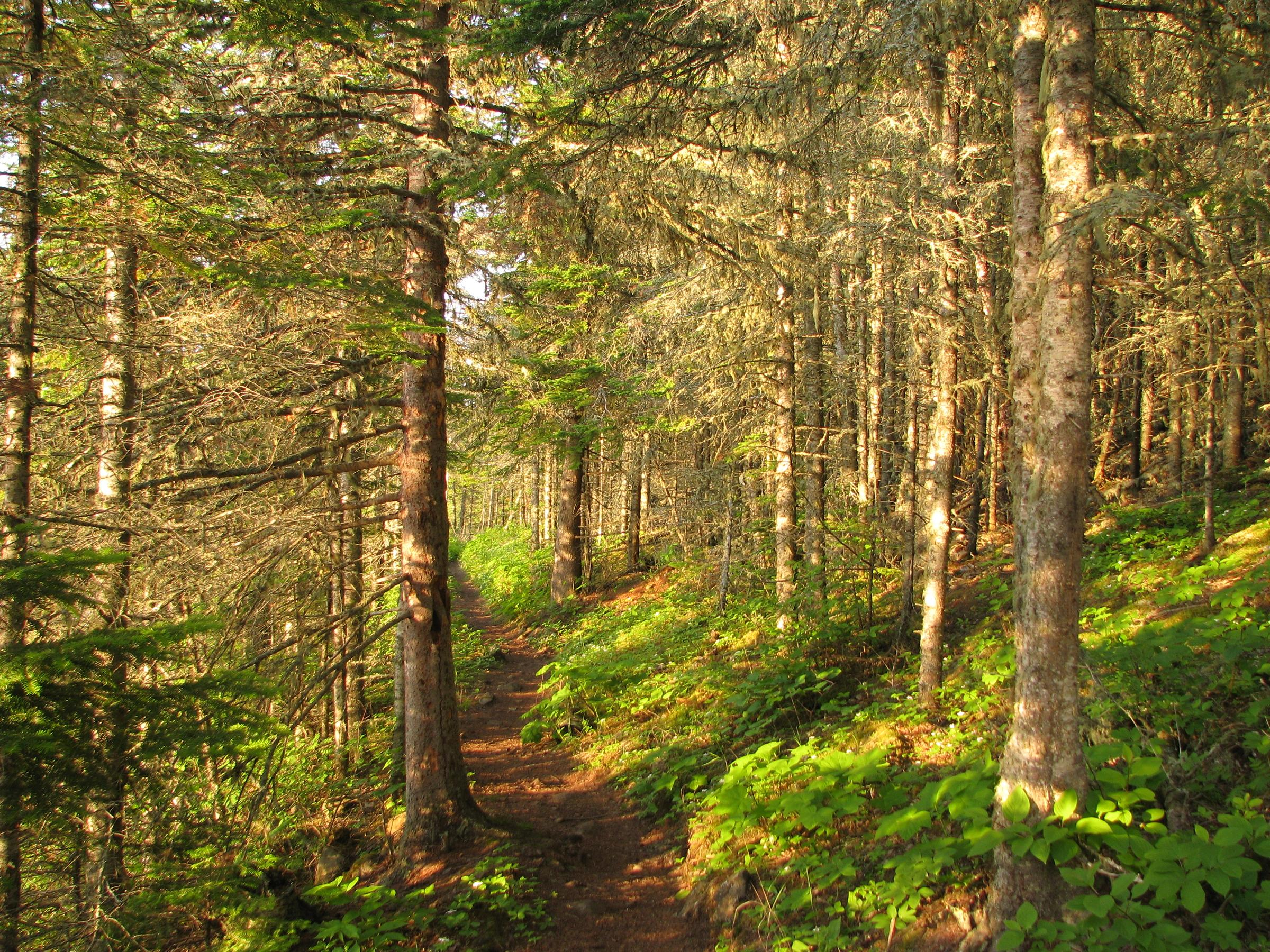
Стежка Тобін-Харбор у провінції Лаврентійський мішаний ліс

На острові існує ряд середовищ існування, головним із яких є бореальний ліс, подібний до сусідніх Онтаріо та Міннесоти. Височинні ділянки вздовж деяких хребтів є фактично «лисими» з оголеними корінними породами та кількома чагарниковими деревами, кущами чорниці та витривалими травами. Іноді є болота, які зазвичай є побічним продуктом діяльності бобрів. Є також кілька озер, часто з лісистим або болотистим берегом. На клімат, особливо в низинних районах, сильно впливають холодні води Верхнього озера.

### Флора
Відповідно до потенційних типів природної рослинності А. В. Кухлера США, національний парк Айл-Роял має потенційний тип рослинності Ялина/Ялиця Великих озер (93) і потенційну форму рослинності Північний хвойний ліс (22).
Переважні рослинні середовища існування острова Роял розташовані в провінції Лаврентійського мішаного лісу. Ця територія є перехідною зоною біому помірних широколистяних і змішаних лісів між справжніми бореальними лісами на півночі та Великими лісами на півдні, з особливостями кожного. Тут є ділянки як широколистяного, так і хвойного лісу, а також водойми від хвойних боліт до драговин.
До хвойних належать сосни (Pinus banksiana), ялини чорні та білі (Picea mariana та Picea glauca), ялиці бальзамічні (Abies balsamea) та кедри східні (Juniperus virginiana).
До листяних порід належать тремтячі осики (Populus tremuloides), червоні дуби (Quercus rubra), паперові берези (Betula papyrifera), американська горобина (Sorbus americana), червоні клени (Acer rubrum), цукрові клени (Acer saccharum) і гірські клени (Acer spicatum). У національному парку Айл-Роял зустрічається понад 600 видів квіткових рослин, таких як дика сарсапарилла, чорнобривці болотні, лісова лілія та шипшина колюча.

### Тваринний світ

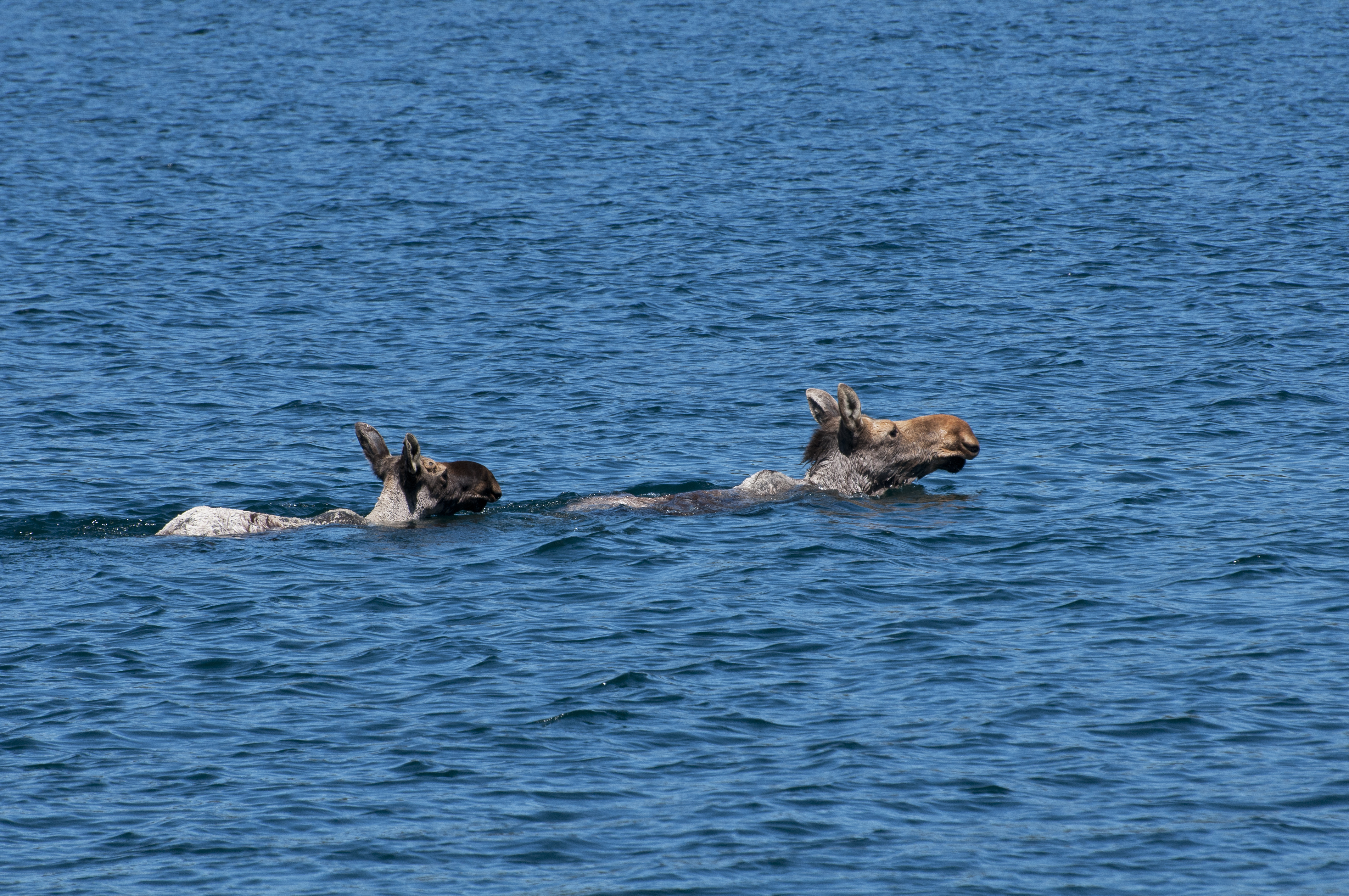
Лось пливе на Айл-Роял.

Національний парк Айл-Роял відомий своїми популяціями лісових вовків і лосів, які вивчають вчені, досліджуючи відносини між хижаком і жертвою в закритому середовищі. Між двома тваринами існує циклічний зв'язок: із збільшенням популяції лосів зростають і вовки. Врешті-решт вовки вбивають занадто багато лосів і починають голодувати та знижують свій репродуктивний рівень. Це стало простіше, оскільки Айл-Роял був колонізований приблизно лише однією третиною видів ссавців материка, оскільки він дуже віддалений. Крім того, це середовище унікальне тим, що це єдине відоме місце, де вовки та лосі співіснують без присутності ведмедів.
Іншими поширеними ссавцями є руді лисиці, бобри та руді білки. Деякі лисиці звикли до контакту з людьми, і їх можна побачити, як на світанку ходять по кемпінгах, шукаючи заблукані залишки, залишені необережними туристами. Зі свого боку, вовк є невловимим видом, який уникає спілкування з людьми. Протягом більшої частини історії острова існувало кілька задокументованих випадків прямого контакту вовка з людиною. У сезоні 2024 року в районі Рок-Гарбор було повідомлено про десятки спостережень вовків. Горностаїв періодично бачили біля доків. Інші ссавці, яких можна побачити, включають норок на різних берегах озер і ондатр (іноді) у бобрових ставках. На острові також існує кілька видів кажанів. До рептилій відносяться східна підв'язкова змія, розфарбована черепаха та північна червоночерева змія. Також на острові мешкають шість видів жаб і три види саламандр.
Історично ні лосі, ні вовки не населяли острів Роял. Незадовго до того, як він став національним парком, великими ссавцями на острові Айл-Роял були канадська рись і бореальний лісовий карибу. Археологічні дані свідчать про те, що обидва ці види були присутні на острові Роял протягом 3500 років до того, як були виведені безпосередньо людьми (полювання, відлов, видобуток корисних копалин, лісозаготівля, пожежі, конкуренція за ресурси з боку екзотичних видів і, можливо, хвороба через впровадження інвазивних видів). Востаннє карибу, задокументований на острові Роял, був у 1925 році. Хоча рисі були видалені в 1930-х роках, деякі з них періодично перетинали льодовий міст із сусіднього Онтаріо, Канада, останнє було особисте спостереження в 1980 році. Хоча рисей більше немає на острові, їхня основна здобич, зайці-русаки, залишаються. До появи вовків хижаками на острові були і койоти. Койоти з'явилися приблизно в 1905 році і зникли незабаром після появи вовків у 1950-х роках. Чотири вовки були привезені з Міннесоти у 2018 році після деяких дебатів щодо того, чи була інтродукція неприродним втручанням.

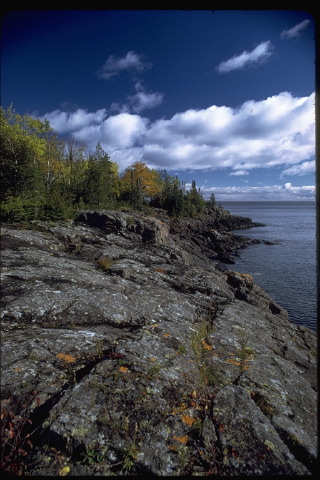
Скелястий берег

Вважається, що лосі колонізували острів Роял десь між 1905 і 1912 роками. Спочатку вважалося, що невелике стадо лосів (лосі зазвичай не подорожують стадами) колонізувало острови, перетнувши лід із прилеглого материка; пізніше ця теорія була модифікована до стада лосів, що пропливає 20 миль через озеро Верхнє від найближчого материка. Неймовірність цих теорій мало вивчалася до останніх років. Хоча на сьогоднішній день не проводилося жодного ретельного наукового дослідження, щоб визначити, як лосі потрапили на острів Айл-Роял, як культурні, так і генетичні дані вказують на те, що вони, ймовірно, були завезені людьми для створення приватного мисливського заповідника на початку 1900-х років. Культурні докази того, що лосі потрапили в пастку на північному заході Міннесоти та перевезені на острів Айл-Роял, здавалися малоймовірними, аж доки десятиліттями пізніше генетичні свідчення не показали, що лосі на о-ві Айл-Роял були ближчими до лосів на крайньому північному заході Міннесоти та Манітоби, ніж на материку, прилеглому до Айл-Рояль на крайньому північному сході Міннесоти, що межує з Онтаріо. Подальші докази також показали, що Washington Harbor Club, група заможних бізнесменів, володіла різними будівлями на Айл-Роял на додаток до залізниць, які пролягали від Бодетт до Дулута та Ту-Гарборс, і тому мала засоби для транспортування лосів із північно-західного регіону. Міннесота — Ту-Гарборс.
Зазвичай на острові буває близько 25 вовків і 1000 лосів, але з кожним роком цифри сильно змінюються. Взимку 2006—2007 рр. під час обстеження виявлено 385 лосів і 21 вовк у 3 зграях. Навесні 2008 року було нараховано 23 вовки та близько 650 лосів. Однак нещодавнє зменшення пакового льоду взимку припинило поповнення популяції вовка з материка. Через генетичне інбридинг популяція вовків скоротилася до двох особин у 2016 році, що змусило дослідників очікувати, що популяція вовків на острові згодом вимре. У той же час популяція лосів на острові зросла приблизно до 1600. До листопада 2017 року популяція вовків скоротилася до однієї самки.
У грудні 2016 року Служба національних парків висунула початковий план привезти на острів додаткових вовків, щоб запобігти повному зникненню зграї. Рішення про переселення 20-30 вовків на острів було схвалено, і з вересня 2018 по вересень 2019 року 19 вовків були переселені на острів Роял з різних місць Міннесоти, Мічигану та Онтаріо. Станом на 14 квітня 2020 року на острові залишалося приблизно 14 вовків.

### Геологія

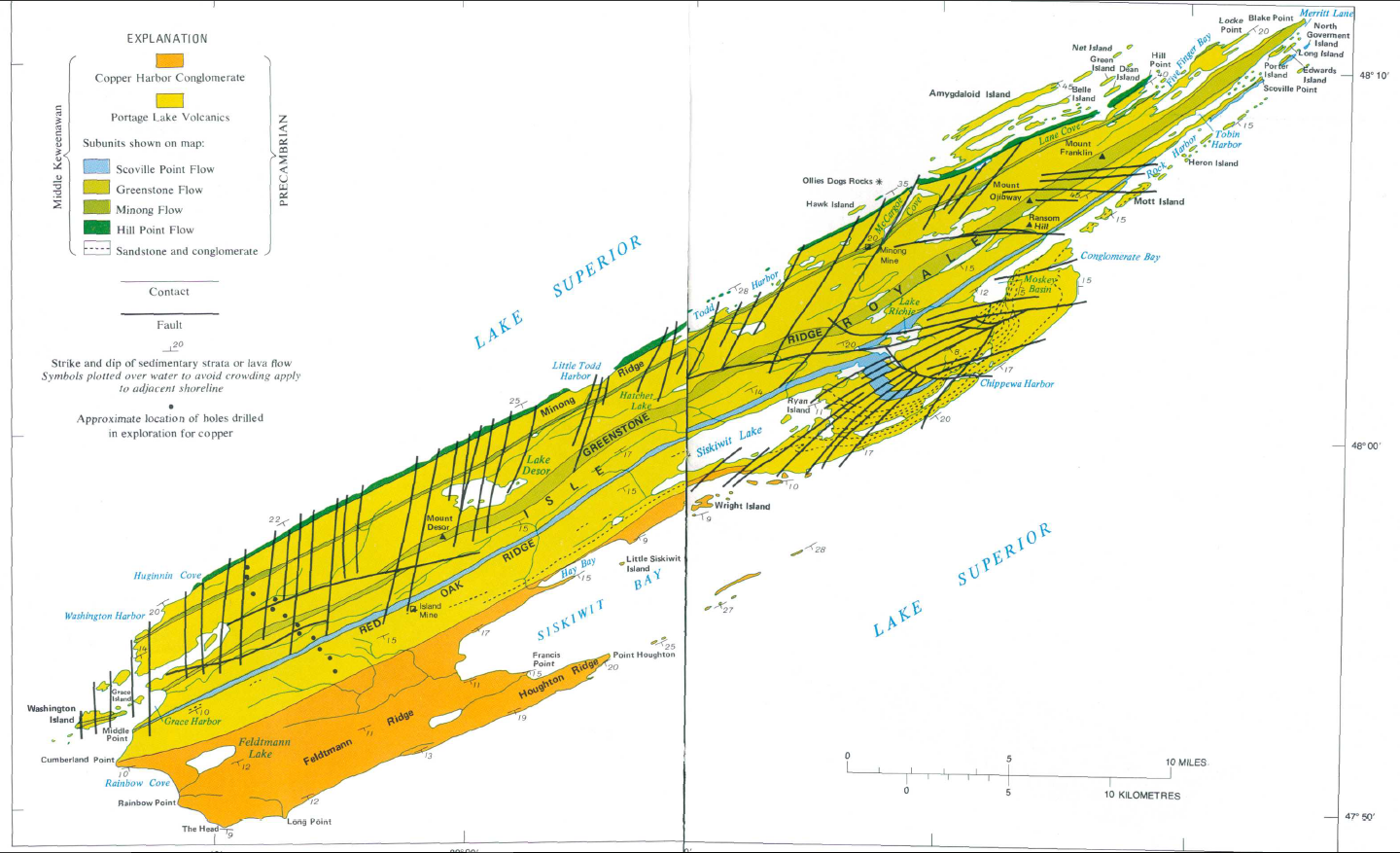
Геологічна карта острова Роял

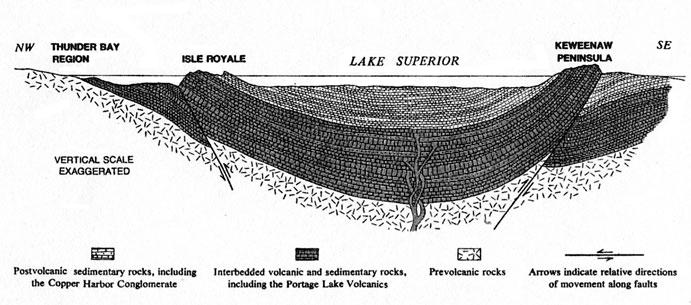
Поперечний розріз басейну озера Верхнє, що показує нахилені шари вулканічної породи, які утворюють острів Роял

Острів в основному складається з хребтів, що простягаються приблизно з південного заходу на північний схід. Головний хребет, Грінстоун-Рідж, налічує понад 1 000 фут (300 м) у багатьох місцях. Відкриті пояси зеленого каменю з округлими каменями хлорастроліту, також відомого як зелений камінь, поблизу та в озері.
Дві основні сукупності гірських порід, знайдені на острові, становлять вулканіти озера Портедж і конгломерат Коппер-Харбор, обидва мають докембрійський вік. Вулканіти в основному являють собою офітові заливні базальти, близько 100 окремих потоків із загальною товщиною щонайменше 10 000 футів. Конгломерат виступає на південно-західній частині острова і складається з осадової породи, отриманої з вулканічних порід у сучасній Міннесоті. Льодовикова ерозія підкреслила топографію хребта та долини від дольодовикової ерозії потоку. Льодовикові смуги вказують на загалом рух льодовиків на захід, як і рецесійні морени на захід від озера Дезор. Друмліни трапляються на захід від озера Сісківіт.:8,14–15,21,25,42,45
Нещодавно проведений USGS аналіз як немінералізованого базальту, так і мінералізованої міддю породи показує, що невелика кількість природної ртуті пов'язана з мінералізацією.
Самородна мідь і хлорастроліт, офіційні дорогоцінні камені штату Мічиган, є вторинними мінералами, що заповнюють порові простори, утворені пухирцями та тріщинами у вулканічних породах. Преніт і агатові мигдалини також є численними острівними дорогоцінними каменями.:55,58–61

## Відпочинок
Розважальна діяльність на острові Роял це — піші прогулянки, походи з рюкзаком, риболовля, катання на човнах, каное, байдарках і спостереження за природою. Колісні транспортні засоби заборонені на острові Роял; однак дозволено пересування на інвалідних візках.

### Піші прогулянки
Острів пропонує приблизно 170 миля (270 км) пішохідних доріжок для будь-якого маршруту: від одноденних до двотижневих кругосвітніх походів. Деякі з пішохідних стежок досить складні, з крутими схилами. Ґрінстоун-Рідж — це високий хребет у центрі острова, на якому пролягає найдовший маршрут у парку Ґрінстоун-Рідж Трейл — 40 миля (64 км), від одного кінця острова до іншого. Зазвичай це робиться як 4-5-денний похід. Трансфер на човні може доставити туристів назад до місця відправлення. Стежка веде до вершини гори Дезор на 1 394 фут (425 м), найвища точка на острові, і проходить через пустелю північних лісів, а також внутрішні льодовикові озера, болота, болота та мальовничі берегові лінії.
Загалом їх 165 миля (266 км) туристичних стежок. Є також маршрути на каное/байдарках, багато з яких включають перевезення, уздовж прибережних заток і внутрішніх озер.

### Послуги
Парк має дві облаштовані території: Озаагаатенг (колишній Віндіго), на південно-західній частині острова (місце причалу для поромів з Міннесоти), з кемпінгом, душовими, кемпінгами, сільськими будиночками для кемперів і причалом для човнів.
Рок-Гарбор на південній стороні північно-східної частини (місце причалу для поромів із Мічігану), з кемпінгом, душовими, рестораном, будиночком, кемпінгами та причалом для човнів. Некемпінгові місця для сну в парку обмежуються будиночком у Рок-Гарборі та кемперами в Озаагаатенг.

#### Кемпінг

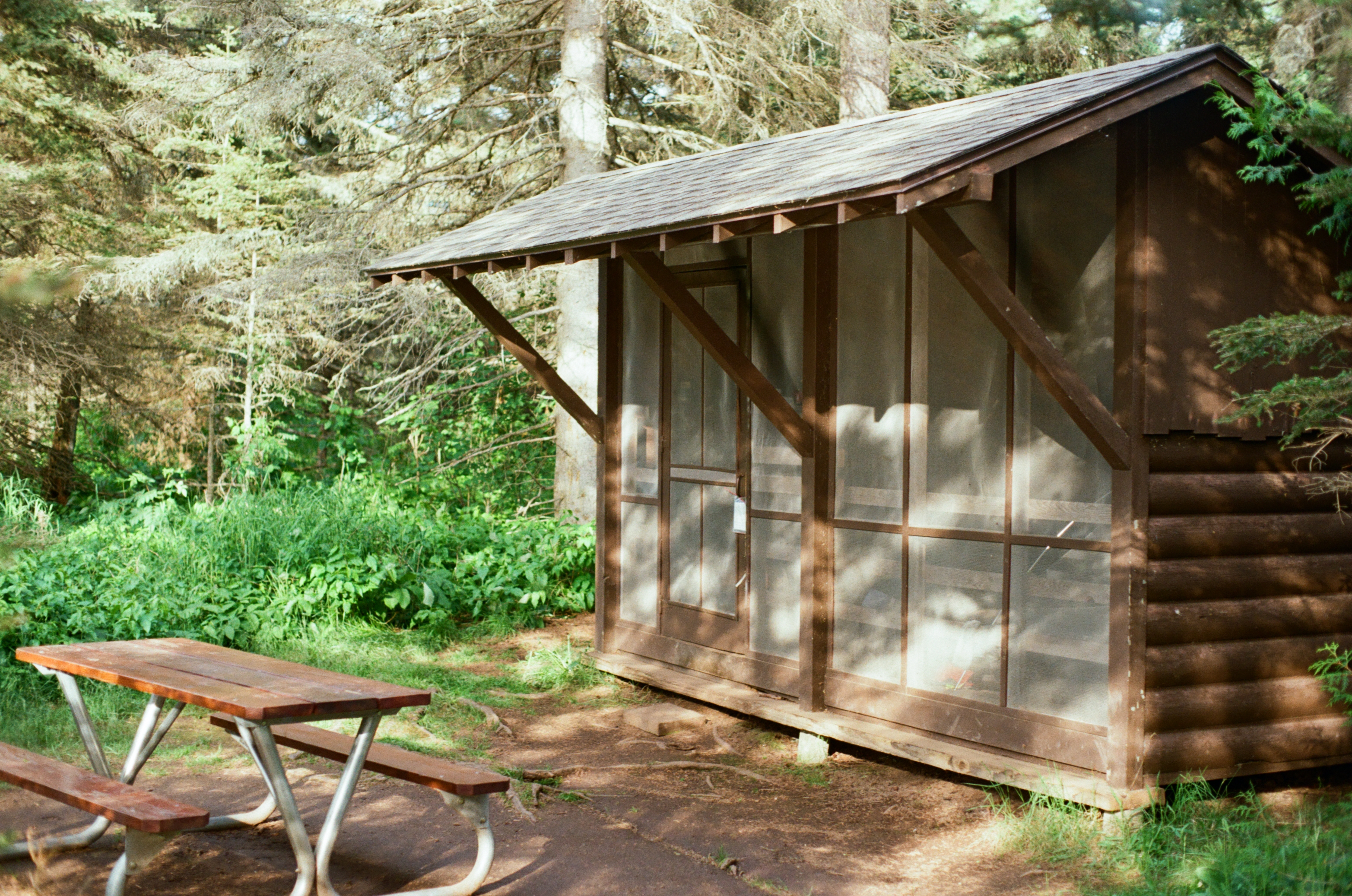
Типовий тристоронній екранований притулок у національному парку Айл-Роял у кемпінгу Вашингтон-Крік.

У парку є 36 кемпінгів у дикій природі. До деяких кемпінгів у внутрішніх районах можна дістатися лише стежкою або на каное чи байдарках по озерах острова. До інших кемпінгів можна дістатися лише на приватному човні. Місця для кемпінгу відрізняються за місткістю, але зазвичай включають кілька тристоронніх дерев'яних укриттів (четверта стіна екранована) з підлогою та дахом, а також кілька окремих місць, придатних для розміщення невеликого намету. Деякі місця для наметів з місцями для груп до 10 доступні та використовуються для переповнення, якщо всі окремі місця заповнені.
Єдиними зручностями в кемпінгах є туалети з ямами, столи для пікніка та вогнища в окремих зонах. У більшості кемпінгів заборонено розводити багаття; рекомендується використання газових або спиртових похідних плит. Воду для пиття та приготування їжі слід брати з місцевих джерел води (озеро Верхнє та внутрішні озера) і фільтрувати, обробляти або кип'ятити, щоб уникнути паразитів. Полювати заборонено, але можна рибалити, можна збирати на стежці їстівні ягоди (чорницю, наперсток).

### Доступ

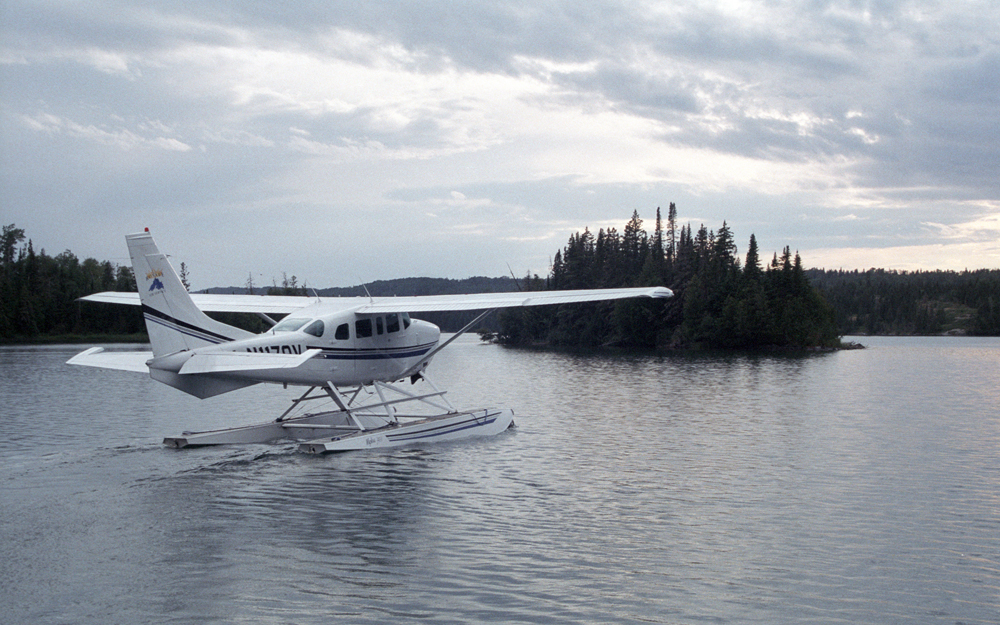
Гідролітак, що злітає з Озаагаатенга у Вашингтонській гавані, можна побачити острів Бівер на задньому плані праворуч

Протягом літніх місяців до парку можна дістатися поромами, гідролітаками та пасажирськими кораблями — з Хоутона та Коппер-Харбор у Мічигані та Гранд-Портедж у Міннесоті. Приватні човни подорожують до острова від узбережжя Мічигану, Міннесоти та Онтаріо. Айл-Роял досить популярний серед одноденних мандрівників на приватних човнах, а одноденні поромні переправи надаються з Коппер-Харбор і Гранд-Портедж до та з парку.
Isle Royale is the only American national park to entirely close in the winter months, from November 1 through April 15, due to extreme weather conditions and for the safety and protection of visitors. Isle Royale is the least-visited national park in the contiguous United States, due to the winter closing and the distance across Lake Superior to reach the park. The average annual visitation was about 19,000 in the period from 2009 to 2018, with 25,798 visiting in 2018. Only three of the most remote Alaskan national parks — Lake Clark, Kobuk Valley and Gates of the Arctic — receive fewer visitors.

#### Кораблі

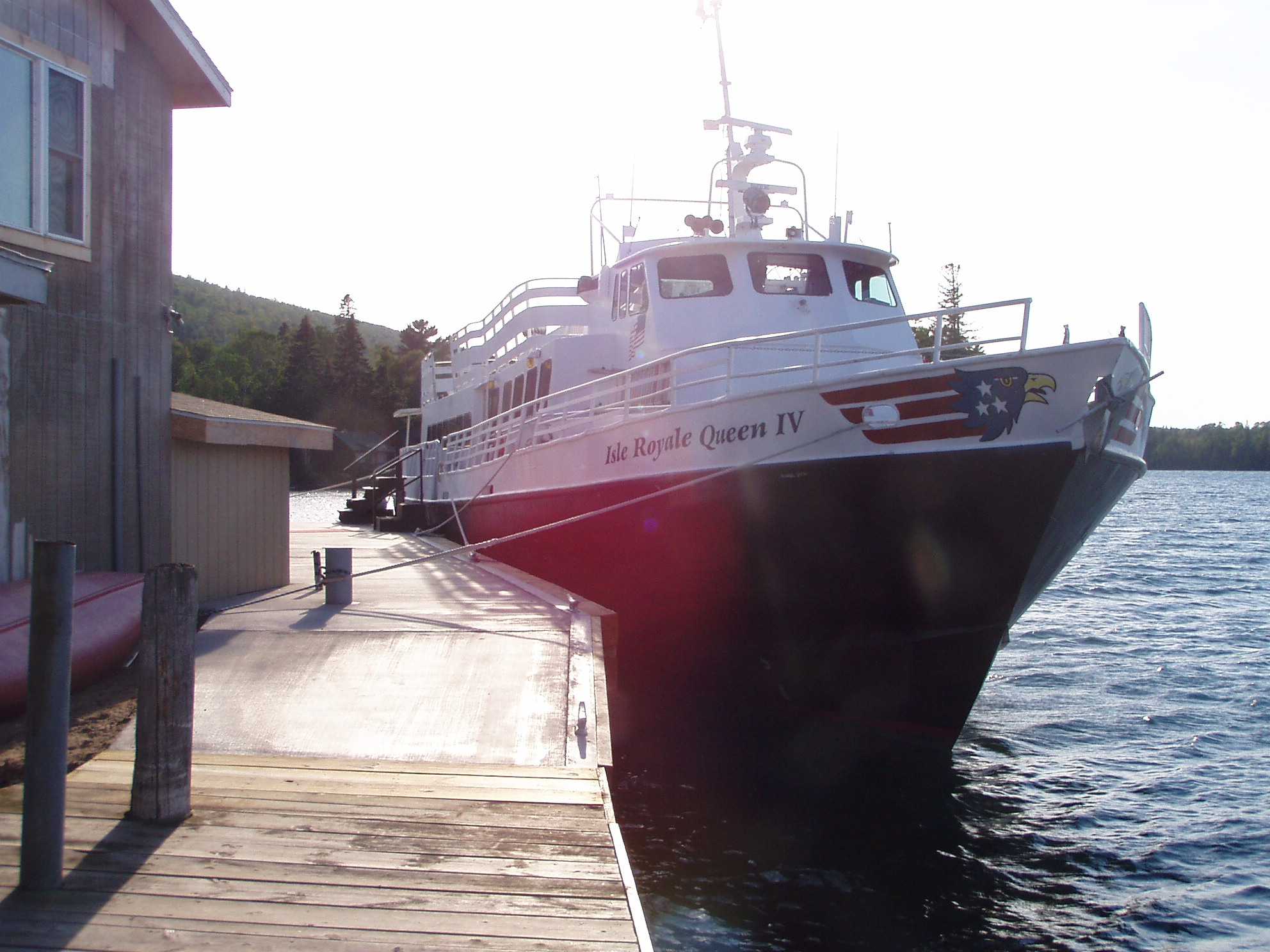
Айл-Роял IV у Коппер-Харборі

Поромне сполучення за розкладом курсує з міст Гранд-Портедж, Коппер-Харбор і Хоутон.
Пороми Гранд-Портедж дістаються до острова за 1,5 години та залишаються на острові 4 години, дозволяючи час для піших прогулянок, походу з гідом або програми, яку проводить персонал парку, і пікніків.
Айл-Роял Квін обслуговує відвідувачів парку з Коппер-Харбор, що на північному узбережжі Верхнього півострова Мічигану. Він прибуває в Рок-Харбор у парку за 3-3 з половиною години і витрачає 3 з половиною години, перш ніж повернутися в Коппер-Харбор.
Sea Hunter здійснює рейси в обидві боки та одноденні екскурсії до туристичного центру Озаагаатенг протягом більшої частини сезону, рідше на початку літа та восени; він транспортує каяки та каное для відвідувачів, які бажають досліджувати парк із води. Це найшвидший пором, який обслуговує острів і прибуває за 1,5 години, включаючи деякі визначні пам'ятки в дорозі та назад. Через відносно коротку поїздку на човні одноденні відвідувачі можуть провести чотири години на острові та повернутися на материк раніше вдень. Це дає відвідувачам у стислий графік час, щоб відвідати Національну пам'ятку Гранд-Портедж або інші визначні пам'ятки того самого дня.
Ranger III — це 165 фут (50 м) корабель, який обслуговує відвідувачів парку з Хоутона, штат Мічиган, до Рок-Гарбора. Ним керує Служба національних парків і вважається найбільшою частиною обладнання в системі національних парків. Він перевозить 125 пасажирів, а також каное, каяки та навіть невеликі моторні човни. Це шість годин подорожі від Хоутона до парку. Корабель залишається на ніч у Рок-Гарборі, перш ніж повернутися наступного дня, здійснюючи два рейси туди й назад щотижня з червня до середини вересня. Коротко у сезоні 2008 року Ranger III возив відвідувачів до та з Озаагаатенга. Це не було продовжено після чотирьох поїздок через низький інтерес і тривалий час перетину. У 2012 році суперінтендант парку Філліс Грін вимагав від Ranger III очистити баластну воду.
Voyageur II, що відправляється з Гранд-Портеджа, курсує до трьох разів на тиждень, ночуючи в Рок-Харборі та забезпечуючи транспортування між популярними кемпінгами на березі озера. В осінній сезон, крім перевезення кемперів і туристів, він забезпечує одноденні поїздки до Озаагаатенга у вихідні дні. Voyageur перевозить каяки та каное для відвідувачів, які бажають дослідити острів з води. Voyageur II та інші служби човнового таксі перевозять туристів до точок уздовж острова, дозволяючи повернутися в один бік до Рок-Харбора чи Озаагаатенга. Відвідувачі можуть приземлитися в Рок-Харбор і відправитися з Озаагаатенга через кілька днів або навпаки. Туристи часто їздять на ньому в одному напрямку, щоб здійснити похід через острів, а потім їх підбирають на іншому кінці.

## Подальше читання
- Eliot, John L. (April 1985). A North Woods Park Primeval—Isle Royale. National Geographic. Т. 167, № 4. с. 534—550. ISSN 0027-9358. OCLC 643483454.